# Лоранд, Рут
Рут Лоранд (ивр. רות לורנד‎; род. 1948, Никосия, Кипр) — израильский ученый, исследователь в области философии и эстетики, заслуженный профессор Хайфского университета.
Центральное место в ее исследованиях в области эстетики занимают прекрасное и философия искусства. Другую сторону научных интересов исследовательницы составляют философия Нового времени, а также этика и связь философии и эстетики с ней.
Помимо научных публикаций, является автором нескольких произведений художественной литературы.

## Биография
Родилась в 1948 году в одном из лагерей для перемещенных лиц в Никосии.
В 1971 году получила степень бакалавра философии, литературы и языка иврит в Хайфском университете, после чего продолжила обучение философии в университетах Хайфы и Тель-Авива. В 1986 году получила степень доктора философии за исследование взаимосвязи этики и эстетики, проводимое под руководством известных израильских профессоров философии Бен-Ами Шарфштейна и Эдди Цемаха.
С 1974 по 2019 год преподавала в Хайфском университете. Среди читаемых курсов были: «Введение в эстетику», «Введение в философию Нового времени», «Интерпретация и понимание», «Что такое прекрасное?» и др.
Занимала должность главы кафедры философии. С 2019 года — профессор-эмерит Хайфского университета.

## Исследования в области эстетики
Большая часть исследований Рут Лоранд посвящена проблемам философии искусства, включая вопросы интерпретации произведений искусства, их художественной ценности с точки зрения эстетики и искусствоведения, эстетической оценки.
Является сторонницей эссенциалистского подхода к определению искусства, не удовлетворенная антиэссенциализмом Морриса Вейца и институциональной теорией Джорджа Дики. В первом случае, как она утверждает в работе «Classifications and the Philosophical Understanding of Art», отказ от работы с понятием искусства, рассматриваемым как открытое понятие, в пользу работы с конкретными жанрами ставит проблему дефиниции жанра, тем самым меняя лишь уровень общности. Во втором случае теория институционального определения искусства рассматривается Лоранд как нормативная, поскольку вызывает необходимость выделения необходимых и достаточных условий для идентификации предмета как произведения искусства, которые в разные периоды времени могут меняться. Таким образом, нормативные теории, целью которых является классификация искусства, по мнению Лоранд, больше подходят для искусствоведения, истории искусства и арт-критики, чем для эстетики и философии. Философское понимание искусства, таким образом, должно основываться на понятийном анализе; философская теория искусства должна рассматривать искусство в духе платоновской идеи — как ответ на вопрос «Что есть искусство?» или «Что мы имеем в виду, говоря что нечто является произведением искусства?», таким образом, как утверждает Рут Лоранд, философия искусства должна заниматься не классификацией, а эстетическим опытом, разнообразным по своей природе.
Вторым направлением является исследование сущности и понятия прекрасного. Так же, как и в вопросе сущности искусства, Лоранд предлагает вернуть понятие прекрасного в область эстетического рассмотрения. Для этого она, прежде всего, предлагает выделить несколько противоположностей прекрасного, отказываясь от простого бинарного противопоставления прекрасного и безобразного. Такими противоположностями являются: безобразное (the ugly), бессмысленное (the meaningless), китч (kitsch), скучное (the boring), незначительное (the insignificant), неактуальное (the irrelevant).
Не менее важно исследование порядка и беспорядка (Order and Disorder) и их проявлений в эстетике. Лоран предлагает теорию эстетического порядка, восстанавливающую связь между прекрасным и искусством. Концепция эстетического порядка Лоранд опирается на более ранние понятия «органической формы» и «жизненного (волевого) порядка» Бергсона. В эстетическом порядке красота связывается с индивидуальным, интуитивным и непредсказуемым, однако, в отличие от предшественников, рассматривающих этот порядок с точки зрения качественных различий, Лоранд настаивает на том, что красота обладает характеристикой количества, что значит, что нечто может быть красивым в большей или меньшей степени. Она также подчеркивает взаимозависимость дискурсивного и эстетического порядков: когнитивное схватывание дискурсивной организации объекта и интуитивное схватывание его эстетического порядка следует понимать как неразделимые процессы.

## Публикации

### Книги
- Lorand Ruth. Aesthetic Order: A Philosophy of Order, Beauty and Art.. — Routledge, 2000. — 324 с. — ISBN 9780415236027, 0415236029.
- Television: Aesthetic Reflections / Ruth Lorand. — New York: P. Lang, 2002. — 274 с. — ISBN 082045527X, 9780820455273.
- רות לורנד. על טבעה של האמנות (иврит). — תל-אביב: דביר, 1991. — 213 с.
- רות לורנד. היופי בראי הפילוסופיה (иврит). — חיפה: הוצאת הספרים של אוניברסיטת חיפה, 2007. — 464 с.
- רות לורנד. על פרשנות והבנה (иврит). — Tel Aviv-Yafo (Israel): תל אביב : אוניברסיטת תל אביב, 2010. — 288 с.
- רות לורנד. סדר ואי-סדר כמושגים של הכרה (иврит). — ירושלים: הוצאת כרמל, 2016. — 346 с.

### Статьи
- Список статей Рут Лоранд